# Opus magnum
Als Opus magnum (lat. magnum „großes“, opus „Werk“), seltener Magnum Opus (auch Magnum opus),  bezeichnet man das bedeutendste Werk („Opus“) eines Künstlers (vor allem bei Komponisten, Dichtern und Schriftstellern) oder Wissenschaftlers. Ein Beispiel für ein Opus magnum ist Marcel Prousts siebenbändiger Roman Auf der Suche nach der verlorenen Zeit.
Gleichbedeutend sind die Begriffe Opus summum (lat. summum „höchstes“) und Summum Opus (auch Summum opus). Oft handelt es sich beim Opus summum um ein Spätwerk, in dem der Autor seine über lange Jahre erworbene Erfahrung und Kenntnis der Zusammenhänge auf einem Gebiet zu einem Meisterwerk verdichtet.